# Phlugis coriaceus
Phlugis coriaceus är en insektsart som först beskrevs av Ludwig Redtenbacher 1891.  Phlugis coriaceus ingår i släktet Phlugis och familjen vårtbitare. Inga underarter finns listade i Catalogue of Life.